# Ranalisma
Ranalisma, biljni rod od dvije vrste vodenih biljaka iz porodice žabočunovki. Rasprostranjene su po Africi i Jugoistočnoj Aziji.

## Opis
Ranalisma su vodeno ili močvarno bilje. Listovi nadzemni, lebdeći ili potopljeni, svi uspravni, s dugim peteljkama, jajoliki do jajasto-eliptični. Cvjetovi obično pojedinačni ili do 3 na vrhu  bezlisne stabljike, dvospolni, na peteljci. Latice su obično veće od ili po prilici velike poput čašičnih listića. Prašnika 9. Karpeli mnogobrojni u podglobastoj glavici, slobodni, spiralno poredani, svaki s 1 ovulom; stil uspravan. Plodovi poput ahenija. Ahenije bočno stisnute, s dugim stilarnim kljunom.

## Vrste
1. Ranalisma humile (Rich. ex Kunth) Hutch.
2. Ranalisma rostrata Stapf